# Historia Libanu
W starożytności na terenie Libanu znajdowała się Fenicja, od VII w. p.n.e. kolejno pod panowaniem Asyrii, Babilonii, Persji, Macedonii, Ptolemeuszy, Seleucydów. W latach 64 p.n.e. – 63 p.n.e. wchodziła w skład rzymskiej prowincji Syrii; po rozpadzie cesarstwa rzymskiego w 395 należała do Bizancjum, w VII wieku obszar podbity przez Arabów zjednoczonych w ramach kalifatu, następnie we władaniu kolejno Tulunidów, Ichszydydów i Fatymidów. W latach 1098–1291 zajmowany przez krzyżowców, następnie zdobyty przez Mameluków z Egiptu, w XVI wieku część Imperium Osmańskiego, od 1861 autonomia w obrębie państwa tureckiego. Podczas I wojny światowej Liban był okupowany przez Francuzów i Wielką Brytanię. Od 1920 na mocy postanowień konferencji w San Remo należał wraz z Syrią do terytorium mandatowego Francji przekształconego w 1926 w republikę. W 1941 ogłoszenie formalnej niepodległości, uznanej 22 listopada 1943.

## Szwajcaria Bliskiego Wschodu 1943-1975
Liban jest państwem współzałożycielem Ligi Państw Arabskich (1945) i członkiem ONZ (również od 1945). Podczas I wojny arabsko-izraelskiej 1948-1949 doszło do pierwszej okupacji południowego Libanu przez Izrael (30 października 1948 – 23 marca 1949). Mimo epizodu związanego z okupacją, gospodarka Libanu znakomicie prosperowała, stolica – Bejrut – stała się największym centrum finansowym na Bliskim Wschodzie, stąd funkcjonowało wówczas znane określenie tego kraju jako Szwajcarii Bliskiego Wschodu.
W tym okresie w Libanie działał tzw. system konfesjonalny, regulujący obsadę najważniejszych stanowisk w państwie:
- prezydent – chrześcijanin,
- premier – muzułmanin sunnita,
- przewodniczący parlamentu – muzułmanin szyita,
- dowódca armii – chrześcijanin.

Wśród członków parlamentu istniał trwały podział na chrześcijan i muzułmanów w stosunku 6:5. Wieloletnia równowaga sił politycznych w Libanie została zachwiana przez masowy napływ ludności muzułmańskiej z innych krajów, co doprowadziło do zmiany stosunków społecznych i stało się przyczyną piętnastoletniego konfliktu, który doszczętnie zrujnował libańską gospodarkę.
Stabilizacja zakończyła się w 1958 roku gdy doszło do starć muzułmańskich rebeliantów z prozachodnim rządem maronickim. Rząd Kamila Szamuna obawiając się utraty władzy poprosił wojska amerykańskie o interwencję w kraju.

## Wojna domowa i okupacja syryjska 1975-2005
W latach 1975–1990 trwała wojna domowa pomiędzy muzułmanami a częścią ugrupowań chrześcijańskich, wywołana napływem palestyńskich uchodźców z Izraela i ustanowieniem w 1970 roku siedziby Organizacji Wyzwolenia Palestyny na terenie Libanu. Pierwsza ze stron konfliktu wywodziła się z radykalnie prawicowych grup chrześcijańskich Falangi Libańskiej wiernej Baszirowi al-Dżumajilowi oraz milicji Tygrysów. Przeciwnikami Falangi i Tygrysów były zbrojne grupy palestyńskie częściowo zgrupowane w Organizacji Wyzwolenia Palestyny (al-Fatah, Front Wyzwolenia Palestyny, Demokratyczny Front Wyzwolenia Palestyny, Ludowy Front Wyzwolenia Palestyny) i koalicja ugrupowań lewicowych muzułmanów oraz druzów z Libańskiego Ruchu Narodowego. W 1976 walki stopniowo objęły terytorium całego Libanu, przyjmując postać najbardziej krwawych masakr i pogromów. Stopniowo doszło do tzw. libanizacji, tj. rozkładu państwowości wskutek podziału kraju na niewielkie fragmenty jego terytorium zarządzane przez wzajemnie zwalczające się klany i ich milicje. W czerwcu 1976 do Libanu wkroczyła syryjska armia, wymuszając na wszystkich stronach przyjęcie zawieszenia broni.
Pod koniec lat 70. OWP zorganizowało serię przygranicznych ataków na sił izraelskie. W odpowiedzi siły zbrojne Izraela w 1978 roku rozpoczęły operację Litani skierowaną przeciwko oddziałom OWP. W operacji wojska izraelskie wsparły siły libańskich chrześcijan. Od 1978 roku w Libanie południowym Armia izraelska i Armia Południowego Libanu zajęły wąski pas ziemi, określony jako strefa bezpieczeństwa. Od tego samego roku w Libanie południowym stacjonuje misja pokojowa ONZ, czyli wojska UNIFIL. Po zakończeniu operacji w dalszym ciągu dochodziło do przygranicznych starć. 6 czerwca 1982 roku wojsko izraelskie rozpoczęło inwazję na Liban w celu ponownego wydalenia sił OWP z południa Libanu. W wyniku walk doszło do ewakuacji sił OWP z Libanu. Od tamtego czasu konflikt przybrał charakter walk między siłami Izraela i chrześcijanami a siłami prosyryjskimi i regularną armią Syrii. W 1982 roku Baszir al-Dżumajjil został wybrany przez parlament prezydentem Libanu, choć muzułmańscy deputowani zbojkotowali głosowanie. 14 września tego samego roku, na dziewięć dni przed rozpoczęciem urzędowania, został zabity przez prosyryjskiego bojówkarza.
W ostatnim okresie wojny z Syrią (1988-1990) na czele chrześcijan jako tymczasowy prezydent stał generał Michel Aoun, który został jednak pokonany i zmuszony do emigracji. Po podpisaniu porozumienia z Taif z 1989 roku władzę w Libanie przejęli politycy prosyryjscy.
W okresie 1990–2005 całkowitą kontrolę polityczną i militarną nad terytorium Libanu (od 2000 również nad jego południową częścią) sprawowała Syria, m.in. wpływając na obsadę stanowisk państwowych.

## Cedrowa rewolucja 2005
14 lutego 2005 były premier Libanu, Rafik al-Hariri został zabity. Wywołało to masowe demonstracje opozycji, która oskarżyła Syrię o to zabójstwo. Syria zaprzeczyła tym oskarżeniom. Protesty te określono jako cedrowa rewolucja. Pod wpływem protestów oraz nacisków ONZ i krajów arabskich, Syria wycofała swoje wojska z Libanu 25 kwietnia 2005. W maju-czerwcu 2005 blok antysyryjski wygrał wybory, następnie 19 lipca 2005 władzę objął nowy rząd, którego premierem został Fouad Siniora, co stało się zwieńczeniem cedrowej rewolucji. Liban stał się ponownie, po niemal 30 latach syryjskiej okupacji, w pełni wolnym państwem.

## Druga niepodległość od 2005
W okresie 12 lipca–8 września 2006 nastąpił ponowny atak wojsk izraelskich na Liban w odwecie za porwanie dwóch izraelskich żołnierzy oraz ostrzał Izraela pociskami Katiusza przeprowadzony przez Hezbollah z baz w południowym Libanie. W efekcie doszło do kolejnej okupacji południowego Libanu przez Izrael (22 lipca–1 października 2006).
14 października 2008 Syria uznała niepodległość Libanu i nawiązała z nim stosunki dyplomatyczne.
W styczniu 2011 roku doszło do ogólnokrajowych protestów. W tym samym roku doszło do sformowania rządu zdominowanego przez partie prosyryjskie. Zwycięstwo sił prosyryjskich i protesty sunnickiej opozycji doprowadziło do konfliktu między sunnitami i szyitami. Na Liban wpływ miała wojna domowa w Syrii, gdyż w kraju dochodziło do walk między zwolennikami syryjskiego prezydenta Baszara al-Asada (szyici z alawitami) i jego przeciwnikami (sunnici). W 2014 roku doszło do walk armii libańskiej i Hezbollahu z Państwem Islamskim napływającym do Libanu ze strony Syrii.